# Чебет, Ротич Дороти
Ротич Дороти Чебет (род. в Кении) — кандидат исторических наук, сотрудник министерства иностранных дел и международной торговли Кении.

## Биография
Ротич Дороти Чебет родился в Кении.
Приехал в Советский Союз для получения высшего образования. Ротич Дороти Чебет значится среди отличников Российского университета дружбы народов им. Патриса Лумумбы в период 2006—2007 года.
Защитил диссертацию на соискание учёной степени кандидата исторических наук на тему «Конфликты в северо-восточной Африке и проблемы региональной безопасности (1990-е-2011 годы)». Диссертация была защищена в Москве в 2012 году, в ней исследовалась динамика развития стран Северо-Восточной Африки после окончания холодной войны, конфликты внутри африканских стран.
Ротич Дороти Чебет — автор нескольких публикаций:
- Сотрудничество ЕС со странами Африканского Рога //Вестник РУДН. Серия «Международные отношения». — 2011. — № 4. — С. 40-45 (0,4 п.л.);
- Ротич Дороти Чебет. Пиратство на территориальных водах Африканского Рога// Вестник РУДН. Серия «Международные отношения». — 2012. — № 2 (0,4 п.л.)
- Геополитическое значение Африканского Рога, Вестник РУДН. Серия «Политология». — 2012. — № 2. (0,4 п.л.);
- Миграция в Сомали ХХI в. // Современные проблемы международных отношений и мировой политики. / Материалы Шестой Межвузовской научной конференции студентов, аспирантов и молодых ученых. — М.: РУДН, 2011. — С. 160—163. (0,3 п.л.)[3].